# Nery Santos Gómez
Nery Santos Gómez (Caracas, Venezuela, 1967) es una escritora venezolano-estadounidense.

## Biografía
Nery Santos Gómez nació en Venezuela el 21 de agosto de 1967. Es licenciada en Relaciones Industriales de la Universidad Católica Andrés Bello (1989) y tiene una maestría en Creación Literaria de la Universidad del Sagrado Corazón en San Juan, Puerto Rico (2016).
Sus libros publicados incluyen Hilandera de tramas (2012), Lazareto de Afecciones (2018) y Al borde de la decencia (2019). Otras historias han sido publicadas en diferentes antologías a nivel internacional. Santos ha participado en la antología "Palenque", ganadora del Premio de Literatura Puertorriqueña PEN Club 2014, con su historia Hacinamiento.
Fue finalista publicada en el concurso Bovarismos International Women's Narrative Award 2014 en Miami con su historia Desde mi balcón. Además, fue una de las ganadoras del concurso de cuentos "Entre Libros" de la Cofradía de Escritores de Puerto Rico en mayo de 2016, y fue publicada con su historia El mundo entero. Santos formó parte de la Junta Directiva de la Cofradía de Escritores de Puerto Rico en 2013 y 2014. Participó en el Proyecto de Escritura Borinquen en la Universidad del Sagrado Corazón, donde obtuvo el título de "Writing Consultant". Actualmente es miembro de número de la Academia Colombiana de Letras y Filosofía de Bogotá, Colombia.
El libro de Santos Lazareto de afecciones fue elegido por El Nuevo Día como uno de los mejores libros de 2018. Un año después, Lazareto de afecciones ganó tres premios: Mejor Colección de Cuentos (1.er lugar), Mejor Libro de Ficción Latina (2.º lugar) y Mejor Libro de Ficción Popular (2.º lugar), en los International Latino Book Awards 2019, ILBA.
El tercer libro de Santos, Al borde de la decencia, fue anunciado como el ganador del Premio Internacional de Literatura Erótica “Anaïs Nin” 2019 por el Grupo Editorial Sial Pigmalión en noviembre de ese año.
En 2020, durante la pandemia del COVID-19, Santos coordinó la antología "Cuarentena literaria. Poemas e historias que escaparon al encierro", una recopilación de poemas y relatos escritos por cuarenta autores de diez países y tres continentes (América, Europa y África) en cuarentena.
En 2022, fue coordinadora, revisora y antologista del libro "Frankfurt: territorio literario", presentado en la Frankfurter Buchmesse 2022 (Feria del Libro de Fráncfort) como un homenaje a la ciudad. La antología cuenta con cuarenta y cinco escritores de cinco continentes y un prólogo de Ricardo Martínez Vásquez, embajador de España en Alemania.

## Publicaciones

### Libros
- Hilandera de tramas, 2012
- Lazareto de afecciones, 2018[21]
- Al borde de la decencia, 2019
- Transcending the Lazaretto (versión en inglés de Lazareto de afecciones), 2020
- Fronteras desdibujadas, 2021[22]
- El baile de los colores, 2022
- Almazuela (Fronteras desdibujadas II), 2023
- ¡Pruébame! (Desdibujando fronteras), 2024

### Cuentos
- Las maletas, 2012 (publicado en Huellas a la mar: Tercera antología internacional de revista Literarte)
- Hacinamiento, 2013 (publicado en Palenque: Antología puertorriqueña)
- Desordenadas palomitas de maíz, 2013 (publicado en  Karmasensual8)
- Desde mi balcón, 2014 (publicado en Soñando en Vrindavan y otras historias de ellas)
- El mundo entero, 2016 (publicado en Entre libros)
- Osadas orquídeas, 2018 (publicado en Divina: La mujer en veinte voces)
- Depresión, 2018 (publicado en Divina: La mujer en veinte voces)
- Yo, el fisgón de doña Elena, 2018 (publicado en Divina: La mujer en veinte voces)
- De mangos y mujeres divinas, 2018 (publicado en Divina: La mujer en veinte voces)
- Serendipitas, 2020 (publicado en Amores de cine. Pasiones más allá del celuloide)
- En la fila del cine, 2020 (publicado en Amores de cine. Pasiones más allá del celuloide)
- Cuarentena literaria. Poemas e historias que escaparon al encierro, 2020 (Coordinadora)
- Frankfurt: territorio literario, 2022 (Coordinadora)